# Acetylcholine
Acetylcholine (vaak afgekort tot ACh) is de ester van azijnzuur en choline. De stof is een neurotransmitter, die vooral betrokken is bij de impulsoverdracht van zenuwcellen naar skeletspiercellen. Ook op vele andere plaatsen in het lichaam brengt acetylcholine prikkels over, waardoor bijvoorbeeld maag en darmen samentrekken (regeling van de peristaltiek), sappen uitgescheiden worden door de spijsverteringsklieren, slijm in de bronchi wordt aangemaakt, de pupil vernauwt of bepaalde bloedvaten wijder worden (waardoor de bloeddruk daalt).
Een tekort aan acetylcholine veroorzaakt myasthenie.

## Geschiedenis
Acetylcholine werd in 1921 ontdekt door de Duits-Amerikaans farmacoloog Otto Loewi. Daarvoor kreeg hij in 1936, samen met Sir Henry Dale, de Nobelprijs voor de Fysiologie of Geneeskunde.

## Werking
De actiepotentiaal maakt in het uiteinde van een zenuwcel acetylcholine vrij. Dit acetylcholine diffundeert door de ruimte tussen deze cel en de volgende cel (deze ruimte heet de synaptische spleet) en activeert de laatste door zich te binden aan de acetylcholine-receptor. Na activatie hiervan wordt, als dit een tweede zenuwcel betreft, weer een elektrisch signaal opgewekt; als het een spiercel is wordt door de receptoractivatie de spiercontractie (samentrekking) geïnduceerd. Na korte tijd wordt het acetylcholine in de synaptische ruimte door het enzym acetylcholine-esterase razendsnel afgebroken tot de metabolieten choline en acetaat dat in de originele zenuwcel weer tot acetylcholine hergebruikt wordt.

## Receptoren
Er zijn drie typen acetylcholine-receptoren:
1. Muscarinerge (AChM). Deze zitten veel in de parasympathische eindsynapsen.
2. Nicotinerge (AChN). Deze zitten veel in de sympathische en parasympathische ganglia
3. Nicotinerge, met receptoren op de motorische eindplaten van skeletspieren (AChNm)

## Variabele acetylcholineconcentratie
De concentratie acetylcholine is hoog in het corpus striatum en de thalamus en laag in het cerebellum.

## Agonisten en antagonisten
Diverse stoffen en farmaca die de werking van acetylcholine beïnvloeden worden aangeduid met de naam cholinerge stoffen. Zij kunnen de werking op verschillende manieren beïnvloeden. Agonisten zijn stoffen die de werking van acetylcholine nabootsen, de afgifte ervan stimuleren of de afbraak van acetylcholine remmen (parasympathicomimetica). Bekende acetylcholine-agonisten zijn de zenuwgassen tabun, sarin en soman. Hoewel deze stoffen in beginsel de werking van acetylcholine versterken doordat ze de afbraak remmen, werken ze toch op termijn spierverslappend doordat ze een zogenaamd depolariserende verslapping induceren. Daarnaast hebben ze effecten op meerdere andere orgaansystemen.
Nicotine beïnvloedt de acetylcholinereceptoren, maar breekt in vergelijking met acetylcholine slecht af. Hierdoor worden receptoren overgestimuleerd en bij herhaaldelijk gebruik worden de receptoren tijdelijk minder gevoelig en worden er meer receptoren aangemaakt. Er treden gewenning en ontwenningsverschijnselen op.
Antagonisten zijn stoffen die de werking van acetylcholine remmen of tegengaan. Belangrijke stoffen zijn atropine en spierverslappers zoals curare en analoga.

## Insectensteek
Acetylcholine is verantwoordelijk voor het branderig gevoel van een steek door een bij of wesp. Doordat de angel van een Europese hoornaar een hogere concentratie acetylcholine bevat, ontstaat een extra branderig gevoel.